# Highland (groupe)
Pour les articles homonymes, voir Highland.
Highland est un groupe de hip-hop allemand. Le style musical du groupe inclut des paroles en italien et, parfois, en latin mêlé à des rythmes hip-hop anglais.
Les membres du groupe incluent la chanteuse Nicole Heiland et les rappeurs Dean Burke et Patrice « Lady Scar » Gansau. Le rappeur Dean Burke a également travaillé avec le groupe Music Intructor ou encore le groupe Lunatics. Leur musique est écrite et produite par Mike Michaels, Mark « MM » Dollar et Mark Tabak qui sont déjà derrière des artistes tels que Music Instructor, The boyz ou encore Ayman. Les premiers mots chantés sont le titre pour la plupart de leurs musiques.

## Biographie
Le premier single du groupe, Bella Stella, est sorti en 1999 et est rapidement un tube permettant la sortie en 2000 de l'album du même nom. L'album contient trois autres singles Se tu vuoi, Solo tu et Veni vedi vici. Ces titres reprennent la même formule utilisant des chants en italiens mixés avec du hip-hop et de la musique électronique. En 2001, Highland publie un nouveau single intitulé Magic Fortuna basé sur le O Fortuna de Carmina Burana. Ce titre, outre le fait d'être entièrement en latin, ne contient plus de rap de Dean ou de Lady Scar. La même année le groupe sort le single Veni vidi vici.
Par la suite, le groupe devient inactif. Jusqu'en 2006 où Nicole Heiland s'est associée à Martin Otto pour chanter dans le single Schuld, un genre gothique chanté en allemand. C'est un succès en Allemagne. En avril 2008, le groupe Highland ressurgit mais cette fois sans Patrice Gansau. Ils reviennent avec un nouvel album Dimmi perche reprenant 3 de leurs chansons figurantes dans le premier album c'est-à-dire Se tu vuoi, Veni vidi vici et Bella stella mais aussi Magic fortuna, cette fois-ci en version non rap. 

## Discographie

### Albums studio
- 2000 : Bella stella
- 2008 : Dimmi perché

### Singles
| Année | Titre          | Meilleure position | Meilleure position | Meilleure position | Meilleure position | Album        |
| Année | Titre          | ALL                | AUT                | SUI                | EUR                | Album        |
| ----- | -------------- | ------------------ | ------------------ | ------------------ | ------------------ | ------------ |
| 1999  | Bella Stella   | 8                  | 12                 | 7                  | 19                 | Bella Stella |
| 2000  | Se tu vuoi     | 20                 | —                  | 12                 | 53                 | Bella Stella |
| 2000  | Solo tu        | 47                 | —                  | 62                 | —                  | Bella Stella |
| 2001  | Veni vidi vici | 59                 | —                  | —                  | —                  | Bella Stella |
| 2001  | Magic fortuna  | 33                 | 66                 | 80                 | —                  |              |